# Rinocer alb
Rinoceriul alb (Ceratotherium simum) este al doilea cel mai mare mamifer terestru. Numele său provine din limba africană, o limbă germanică occidentală, din cuvântul „weit”, care înseamnă larg și se referă la gura animalului. Cunoscut și sub denumirea de rinocer cu vârful pătrat, rinocerii albi au o buză superioară pătrată, fără păr. Specia are două subspecii genetice diferite: Ceratotherium simum cottoni și Ceratotherium simum simum. Se găsește în două regiuni diferite din Africa. Locuiește în Ol Pejeta Conservancy din Kenya.